# Demand-driven assistance
Demand-driven assistance – model rozdzielania pomocy w ujęciu międzynarodowym, przeciwstawiany tzw. donor-driven assistance. Według jego założeń wsparcie udzielane jest zgodnie z popytem na określone środki pomocowe. Model wyróżnia rolę odbiorcy, który zgłasza zapotrzebowanie na dany typ pomocy.